# Harris Point
Der Harris Point ist eine felsige Landspitze an der Shackleton-Küste der antarktischen Ross Dependency. Sie markiert die Südseite des Zugangs vom Ross-Schelfeis zur Beaumont Bay. 
Das Advisory Committee on Antarctic Names benannte sie 1965 nach Herman David Harris (1918–1990), leitender Sanitätsoffizier der United States Navy bei der Flugstaffel VX-6, der im Rahmen der Operation Deep Freeze von 1961 ein Lazarett auf der Amundsen-Scott-Südpolstation errichtet hatte.